# Rundstedt (Adelsgeschlecht)

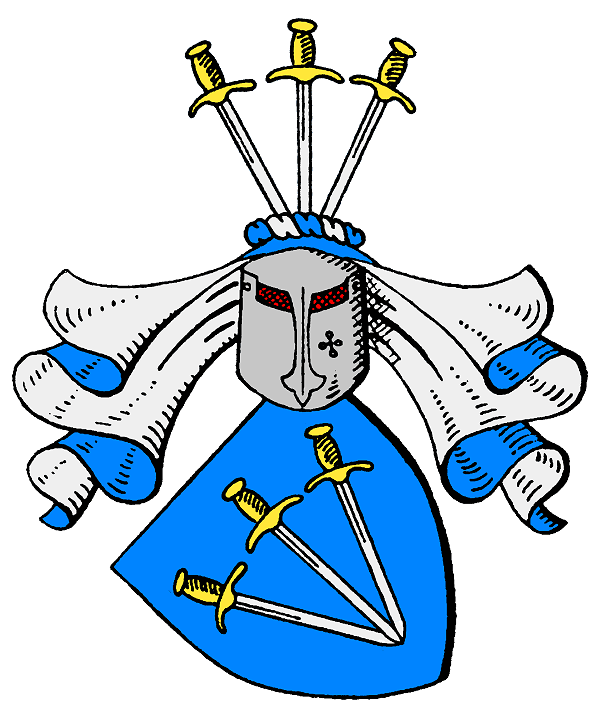
Wappen derer von Rundstedt

Rundstedt, früher auch Ronstedt oder Ronstede, ist der Name eines altmärkischen Uradelsgeschlechts, das eines Stammes und Wappens mit den Eichstedt und den Lindstedt ist. Die Familie entlehnte ihren Namen von ihrem Stammsitz Runstedt nahe Helmstedt. Zweige der Familie bestehen bis heute fort.

## Geschichte
Als erster nachweisbarer Angehöriger erscheint 1109 Berengar von Rundstedt in einer Urkunde, in der Ludolf, der Dompropst des Bistums Halberstadt, Berengar testamentarisch zum Vogt des Bistums Halberstadt einsetzte. Derselbe Berengar erscheint ebenfalls urkundlich in Gardelegen am 25. Mai 1133. 1331 erscheinen die Rundstedts erstmals in der Nähe Gardelegens, wo ihre späteren Stammgüter Badingen und Schönfeld lagen, als die askanischen Markgrafen von Brandenburg einem ihrer Burgmannen Bauholz in einer Urkunde schenken, in der auch Heinrich von Ronstede, Erbherr auf Hohen-Tramm erwähnt wird. Ungefähr seit dieser Zeit besaßen die Rundstedts Badingen und kurz danach auch Schönfeld, wo Hermann von Ronstede als erster der Familie nachgewiesen ist. Jan von Rundstedt war bereits um 1375 in Hohenwulsch begütert.
Die Stammreihe beginnt mit Jobst von Rundstedt († 1557), Erbherr auf Badingen, der 1536 zusammen mit seinem Geschlechtsgenossen Hermann, Erbherr auf Schönfeld dem Kurfürsten Joachim II. von Brandenburg huldigte. Ein Grabsteinfragment in der Dorfkirche Döbbelin aus dem 17. Jahrhundert zeigt das Profil des Henning von Rundstedt.

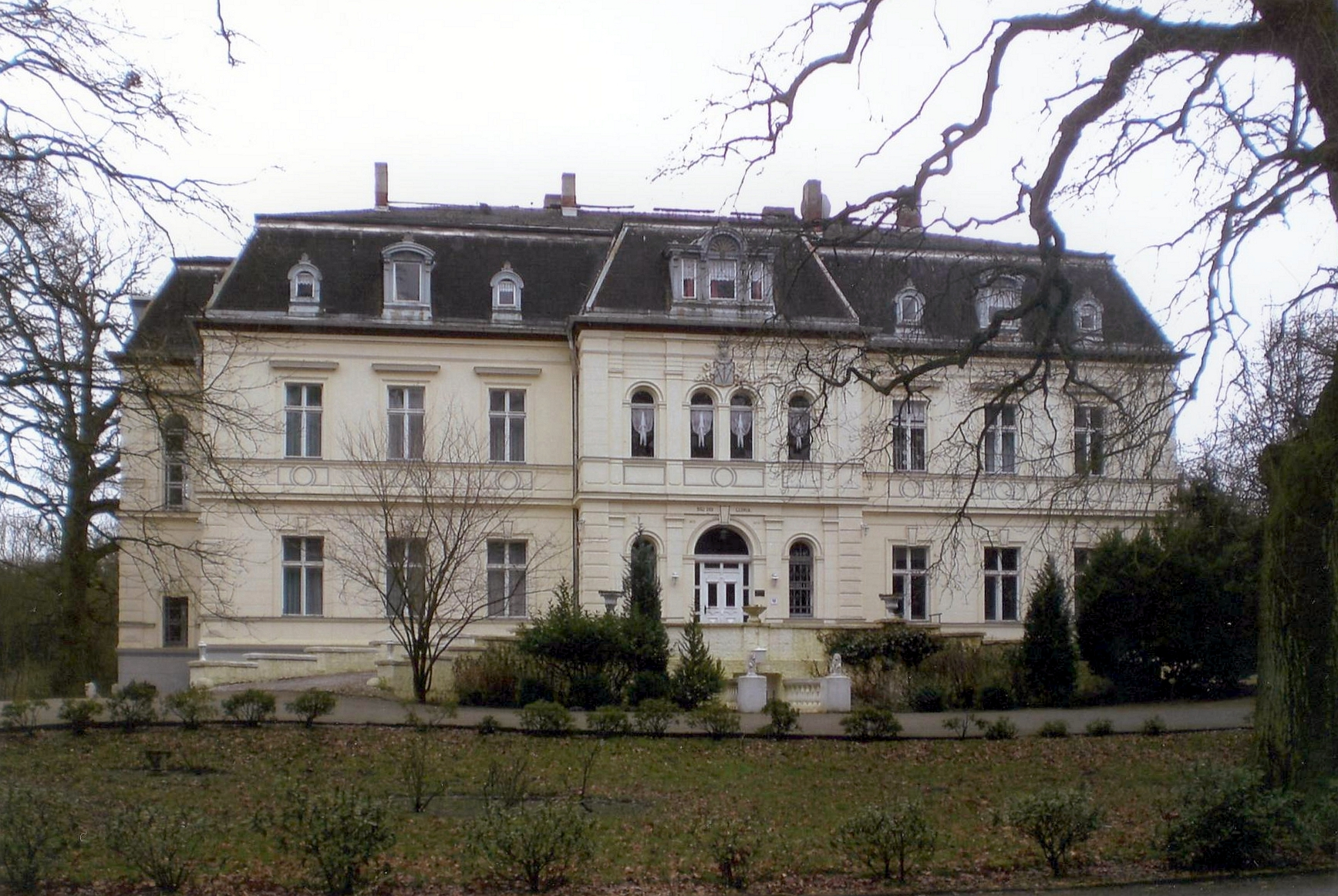
Schloss Schönfeld (Altmark)

Otto Heinrich Eberhard von Rundstedt (1831–1890) ließ 1873 das Schloss Schönfeld errichten und stiftete ebenfalls mit seiner Ehefrau Elisabeth von Stumm Anfang der 1880er Jahre die neugotische Gutskirche Schönfeld.
Das Gutshaus Badingen samt Besitz und Gut Schönfeld blieben durchgängig im Besitz der Familie, bis sie 1945 im Zuge der Bodenreform in der damaligen sowjetischen Besatzungszone enteignet wurden. Nach der Wende wurden beide Güter von den Erben der Enteigneten von der Treuhand zurückgefordert. Da diese im Verwaltungsverfahren und in dem anschließenden Rechtsstreit unterlagen, pachteten die Erben teilweise ihr altes Gutsland von der Treuhand. Schließlich kaufte Hubertus von Rundstedt von der Treuhand einen Teil der alten Gutsgebäude und zog mit seiner Familie nach Schönfeld.

## Besitzungen
Badingen, Bornstedt, Deetz, Döbbelin, Ferchau, Hechingen, Hilfersdorf, Hohentramm, Hohenwulsch, Holzhausen, Kläden, Klinke, Lüffingen, Querstedt, Schönfeld, Tornau und Winterfeld, sämtlich in der Altmark gelegen.

## Wappen
Das Stammwappen zeigt in Blau drei fächerförmig gestürzte blanke Schwerter. Auf dem Helm mit blau-silbernen Decken die Schwerter aufgerichtet.

## Angehörige
- Eberhard von Rundstedt (1803–1851), preußischer Offizier und Maler; Vater des Generalmajors Gerd von Rundstedt
- Gerd von Rundstedt (1848–1916), deutscher Generalmajor; Vater des gleichnamigen Generalfeldmarschalls
- Gerd von Rundstedt (1875–1953), deutscher Generalfeldmarschall im Zweiten Weltkrieg
- Hans Gerd von Rundstedt (1903–1948), deutscher Offizier, Philosoph und Autor
- Marianne von Rundstedt, deutsche Politikerin, Autorin und Ratsfrau in Kiel (1959–1962)
- Werner von Rundstedt (1827–1903), deutscher Offizier, Rittergutsbesitzer und Parlamentarier